# Base navale de New London
La base navale de New London est la principale base sous-marine de l'United States Navy et l'une des plus anciennes. Elle est surnommée Home of the Submarine Force. Située à Groton (Connecticut), elle accueille au début du XXIe siècle des sous-marins de classe Los Angeles et de classe Virginia.

## Histoire

### Des origines à la création de la base sous-marine
En 1868, l'État du Connecticut donne à la Marine 112 acres (0,5 km2) de terre le long de la Thames River pour construire une station navale. En raison d'un manque de financement fédéral, en 1872, il n’est encore sorti que deux bâtiments et un quai en forme de T. En 1898, le Congrès des États-Unis approuve la construction d'un dépôt de charbon pour faire le plein de petits navires de guerre qui transitent par les eaux de la Nouvelle-Angleterre. Il est principalement utilisé comme dépôt de charbon par les petits navires de la flotte Atlantique. Situé dans la ville de Groton, le site militaire conserve le patronyme de la cité de New London, auquel appartenait Groton avant 1705.
En 1912, le pétrole remplace le charbon dans les navires de guerre. Le site est alors menacé de fermeture. Mais la fermeture est annulée à la suite du plaidoyer passionné du député du Connecticut Edwin W. Higgins (en) de Norwich, qui s'inquiétait de la diminution des dépenses fédérales dans la région. En six ans, le gouvernement fédéral investi plus d'un million de dollars sur le site. Le premier sous-marin à propulsion diesel, l'USS E-1, est mis en service à Groton le 14 février 1912.
La base s'élargit au cours de la dernière partie de la Première Guerre mondiale. Le Congrès approuve plus d'un million de dollars pour l'expansion de base et de ses installations. À la fin de la guerre, 81 bâtiments ont été construits pour soutenir 1400 hommes et 20 sous-marins. Le 13 octobre 1915, le monitor USS Arkansas (BM-7) (en), un Ravitailleur de sous-marins, et quatre sous-marins arrive à Groton. Avec l'effort de guerre en plein essor en Europe et en Atlantique, des sous-marins et des moyens logistiques supplémentaires arrivent l'année suivante et l'installation devient officiellement la première Base Sous-marine de la Marine. Le premier commandant de la base est Timothy A. Hunt. Le centre de recherche s'intéressa entre autres aux possibilités du Sonar, développé par l'expert en électronique W. G. Cady,.

### Depuis la Première Guerre mondiale

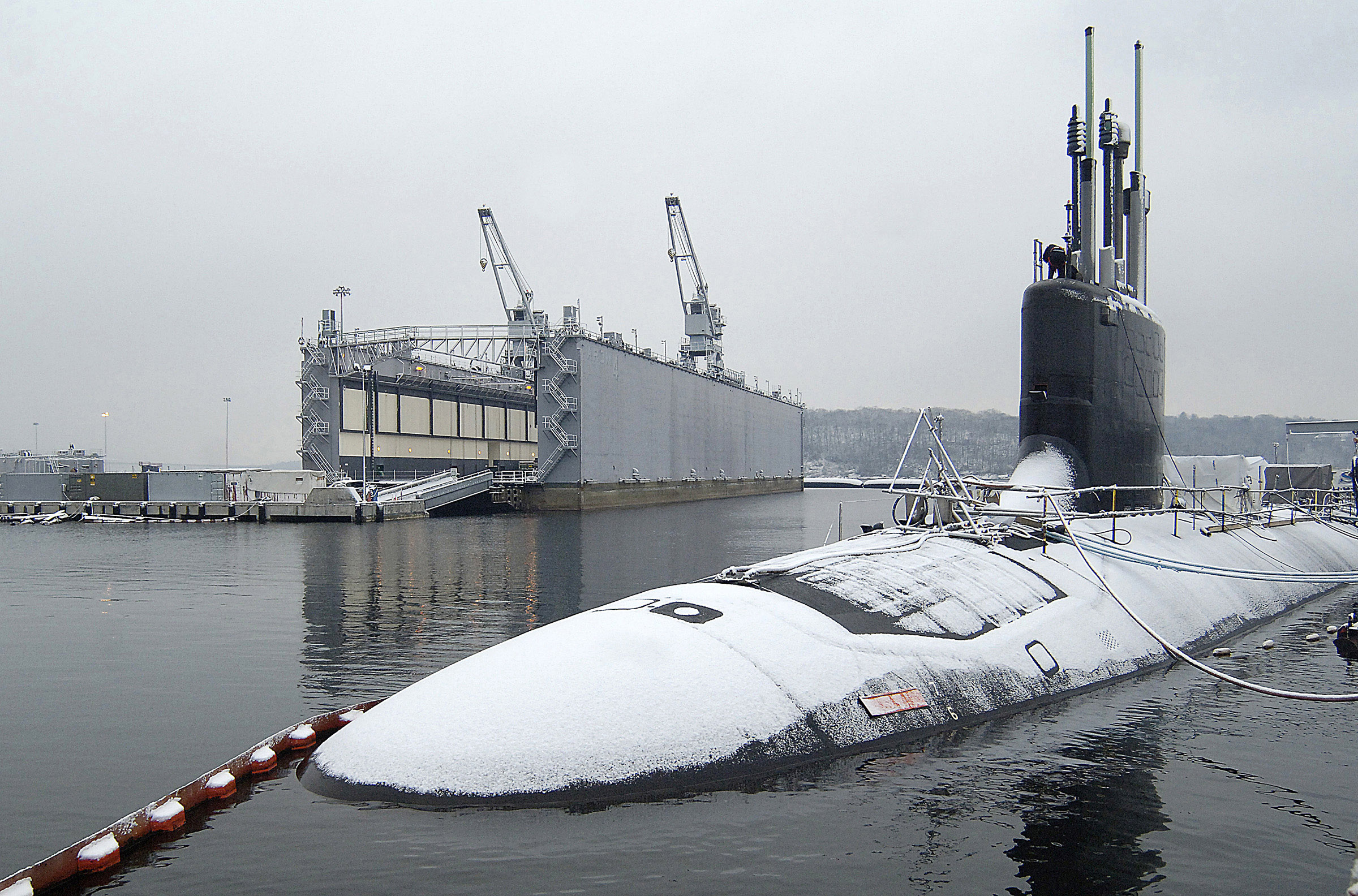
à la base de New London.

Après le déclenchement de la Première Guerre mondiale en Europe, la Marine créé des écoles et des centres de formation navale à la base. Le 21 juin 1916, le nouveau commandant Yeates Stirling prend le commandement de la base nouvellement désignée de sous-marins, de la Flottille de sous-marin de New London, et de l'École des sous-marins. Mais après la victoire, l'expansion de la base se ralentit durant une grande partie des années 1920. Cependant, la Grande Dépression des années 1930 voit la base de New London reprendre son expansion. En effet, le président Franklin Roosevelt créé une série de programmes fédéraux de soutien à l'emploi qui contribue, de manière significative à la base sous-marine. Plus de 26 entrepôts, des casernes et des ateliers, sont construits à la base.
La deuxième plus grande expansion de la base navale de New London se produit lors de la Seconde Guerre mondiale, quand elle voit sa surface augmenter de 112 acres à 497 acres. La force sous-marine augmentant considérablement, il faut aussi loger des milliers d'hommes au service de la flotte de combat. Mais immédiatement après la Seconde Guerre mondiale la force sous-marine est considérablement réduite et de nombreux sous-marins sont envoyés en réserve. La plupart de la flotte de la Seconde Guerre mondiale a été vendue à la ferraille au début des années 1960.
Le 20 janvier 1955, le premier sous-marin à propulsion nucléaire, l'USS Nautilus, est lancé depuis Groton. Le Nautilus devient le premier navire à traverser le pôle Nord lors d'un voyage historique à travers l'Arctique en 1958. Retiré du service en 1980, en 1982, le Nautilus devient un navire musée à Groton où il amarre en permanence au sud de la porte principale, au niveau du Muséum U.S. Submarine force.
Le 13 mai 2005, le Pentagone recommande la fermeture de la base. Après examen, le Base Realignment and Closure retire le 24 août 2005, la base navale de New London de la liste des fermetures possibles, permettant ainsi la base de rester ouverte.

## Installations

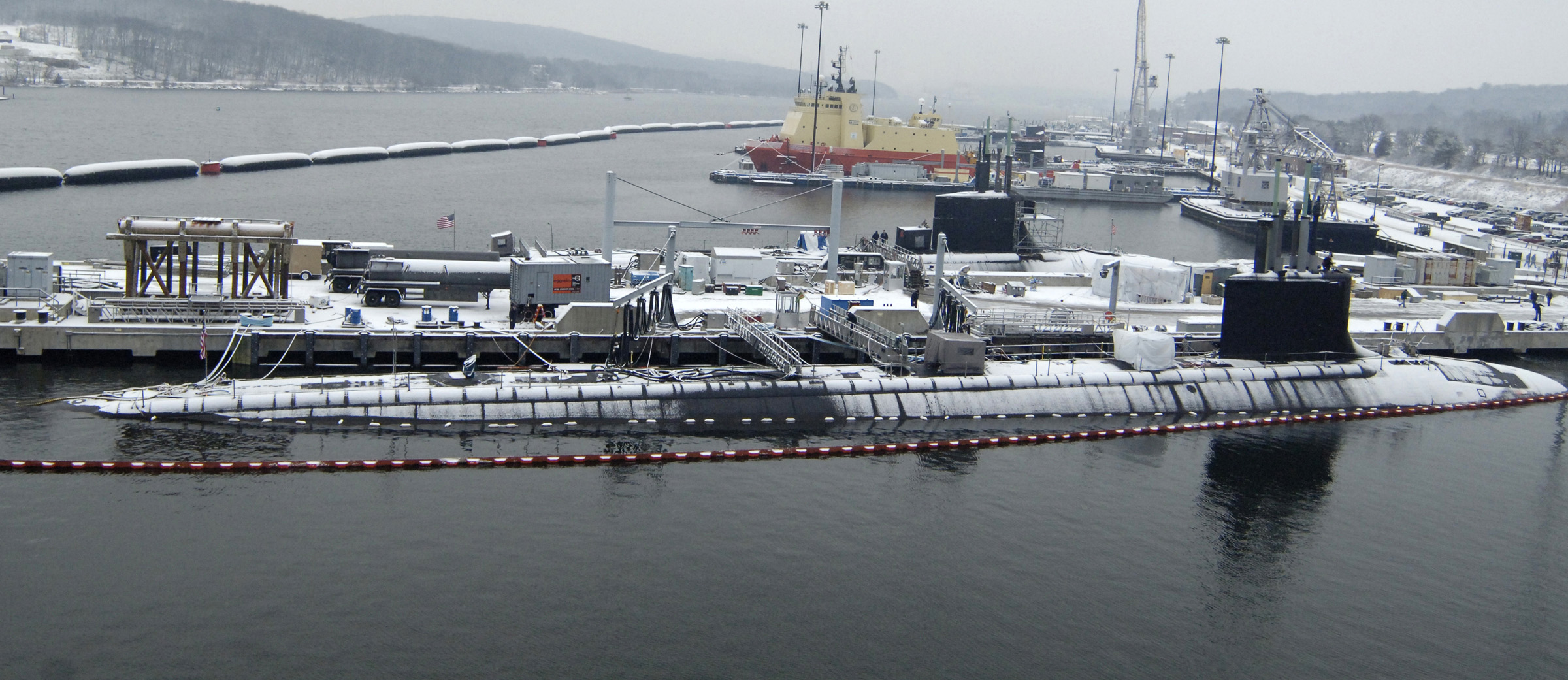
L'USS Virginia (SSN 774) et l'USS Connecticut (SSN 22) à quai à la base de New London en février 2007.

Voisine du chantier naval Electric Boat de Groton de General Dynamics spécialisé dans la construction navale militaire, la base principale occupe plus de 687 hectares (3 km2) ainsi que plus de 530 acres (2 km2) pour les logements des familles. Disposant de onze quais ; c’est le port d'attache de quinze sous-marins d'attaque. Elle abrite le logement et les installations de soutien pour plus de 21 000 travailleurs civils et militaires et leurs familles. La base abrite également différent commandements et institutions:
- Commander Navy Region Northeast (CNRNE) ;
- Commander Submarine Group Two (CSG2) ;
- Naval Submarine Medical Research Laboratory ;
- Naval Submarine Support Facility (NSSF) ;
- Naval Submarine School (NAVSUBSCOL).

La Naval Submarine School se charge de la formation des sous-mariniers. Tous les sous-mariniers, officiers et enrôlés, sont stationnés à Groton pour leur formation (à l'exception des domaines liés au nucléaire; voir Nuclear Power School). Après une formation de base commune (Basic Enlisted Submarine School (en)), ils sont formés dans les divers domaines (formation combinée pour technicien sonar sous-marin (STS), technicien de navigation (ET NAV), communication sous-marine et radio, etc.)

## Port d'attache

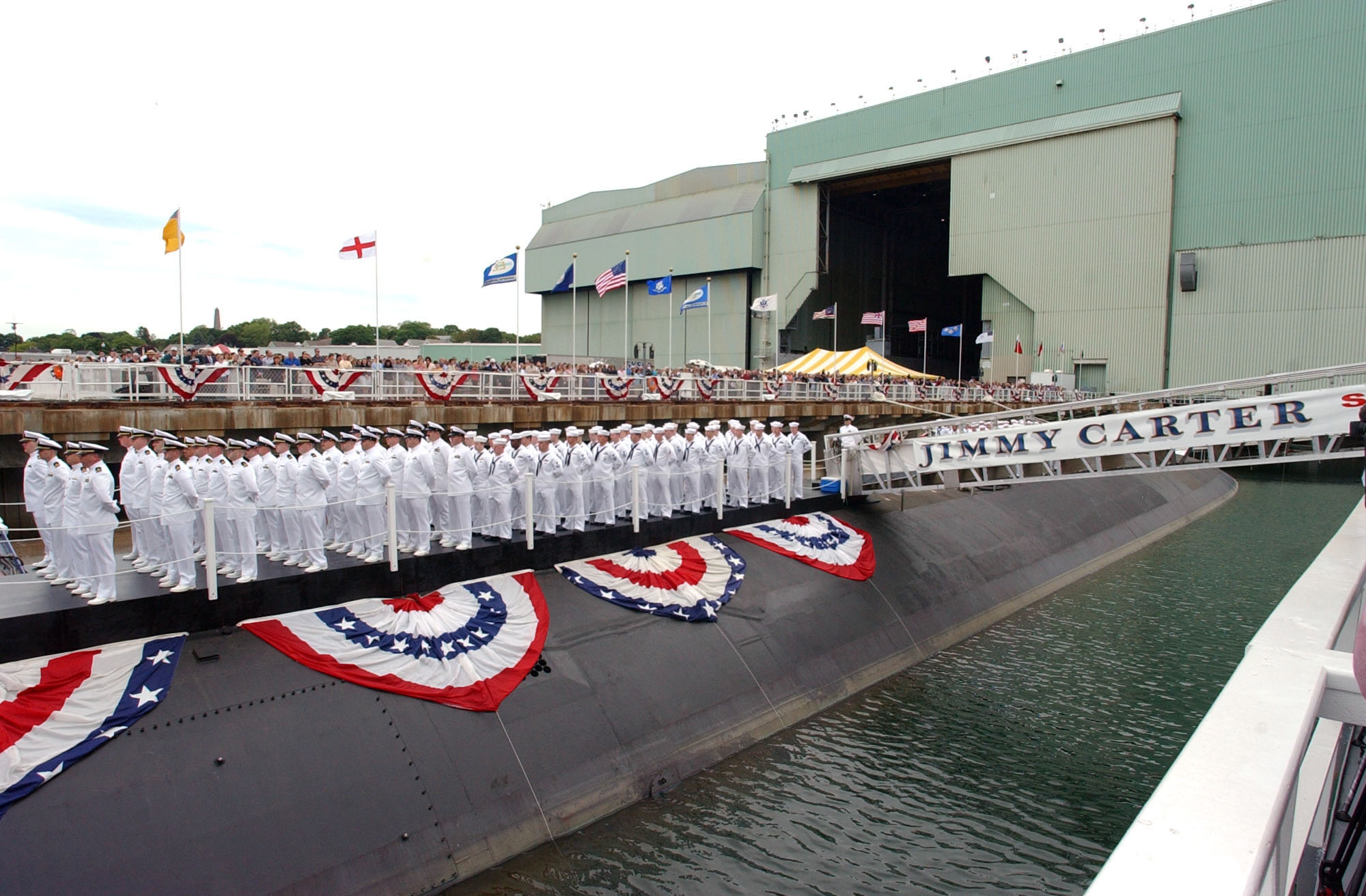
L'équipage de l'USS Jimmy Carter (SSN-23) à quai à Groton.

- classe Los Angeles :
  - USS Philadelphia (SSN-690) (Inactive)
  - USS Dallas (SSN-700)
  - USS Providence (SSN-719)
  - USS Pittsburgh (SSN-720)
  - USS San Juan (SSN-751)
  - USS Miami (SSN-755)
  - USS Alexandria (SSN-757)
  - USS Annapolis (SSN-760)
  - USS Springfield (SSN-761)
  - USS Hartford (SSN-768)
  - USS Toledo (SSN-769)
- Classe Virginia :
  - USS Virginia (SSN-774)
  - USS New Hampshire (SSN-778)
  - USS New Mexico (SSN-779)
  - USS Missouri (SSN-780)
  - USS California (SSN-781)
  - USS Mississippi (SSN-782)
  - USS Illinois (SSN-786)[6]